# Rafael Tolói
Rafael Tolói (Glória d'Oeste, 10 ottobre 1990) è un calciatore brasiliano naturalizzato italiano, difensore del San Paolo. Con la nazionale italiana è stato campione d'Europa nel 2021.

## Biografia
Dal 17 febbraio 2021 è cittadino italiano per ius sanguinis, in virtù dei natali del bisnonno David Tolloi, nato a Cervignano del Friuli nel 1891. Ha due figli.

## Caratteristiche tecniche
È un difensore centrale forte fisicamente, veloce e bravo nell'anticipare l'avversario. In Italia ha giocato soprattutto in una difesa a tre, ma in una difesa a quattro può essere impiegato all'occorrenza anche come terzino. Si propone talvolta anche in fase offensiva.

## Carriera

### Club

#### Goiás, San Paolo e prestito alla Roma
È cresciuto calcisticamente nel Goiás nel quale ha disputato i campionati juniores. Il suo cartellino apparteneva per il 50% alla società brasiliana, mentre l'altro 50% è in mano ad un gruppo di investitori. Nel 2009 passa in prima squadra che partecipa al Brasileirão. Il 23 marzo 2011 rinnova il suo contratto con la squadra brasiliana sino al 2015.
Il 6 luglio 2012 passa a titolo definitivo al San Paolo. Il 25 luglio 2012, realizza la sua prima rete contro l'Atl. Goianiense.
Il 12 dicembre 2012 vince la Copa sudamericana con il San Paolo per 2-0 sul tigre, dopo lo 0-0 dell'andata.
Il 31 gennaio 2014 passa a titolo temporaneo alla Roma per la restante durata della stagione 2013-2014, a fronte di un corrispettivo di 500.000 euro; l'accordo prevede il diritto di opzione per l'acquisizione del cartellino a titolo definitivo, a decorrere dalla stagione sportiva 2014-2015, per un valore di 5,5 milioni di euro Il 25 marzo fa il suo debutto dal primo minuto nella gara interna contro il Torino, gara vinta dai giallorossi per 2-1. Conclude la stagione con 5 presenze in campionato. A fine stagione la Roma non esercita il diritto di opzione e così il giocatore torna al San Paolo. Al San Paolo disputa 40 presenze tra campionato nazionale e statale, segnando anche una rete.

#### Atalanta

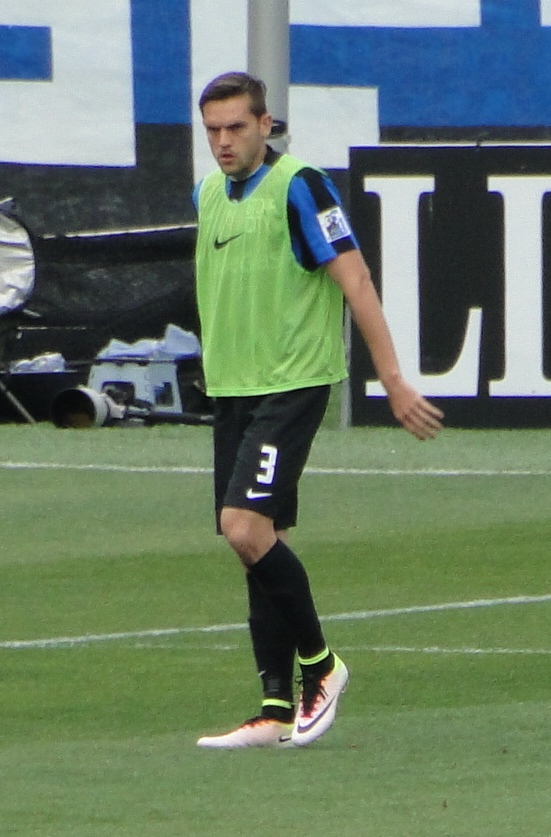
Tolói durante un riscaldamento pre-partita con l' nel 2016

Il 26 agosto 2015 l'Atalanta lo acquista a titolo definitivo, a fronte di un corrispettivo di 5,5 milioni di euro con bonus in caso di salvezza. Il 24 settembre seguente segna un gol di testa nel posticipo del turno infrasettimanale contro l'Empoli. Il 16 gennaio 2016 fa un'autorete nella partita casalinga contro l'Inter.
Segna il primo gol ufficiale della stagione 2016-2017 dell'Atalanta realizzando il momentaneo 1-0 nella partita vinta per 3-0 nel terzo turno di Coppa Italia contro la Cremonese, formazione di Lega Pro.
Il 22 febbraio 2018 segna il suo primo gol nelle competizioni UEFA per club, nella partita di ritorno dei sedicesimi di finale di Europa League, pareggiata per 1-1 in casa contro il Borussia Dortmund, al termine della quale i nerazzurri, complice la sconfitta nella gara di andata, vengono eliminati dalla competizione.
Nella stagione 2020-2021, dopo il trasferimento di Alejandro Gómez al Siviglia, diventa il capitano dell'Atalanta.
Nell'annata 2023-2024, contribuisce alla vittoria dell'Europa League da parte degli orobici, arrivata in seguito al successo in finale sul Bayer Leverkusen, che ha rappresentato il primo trofeo europeo nella storia del club.
Il 19 dicembre 2024 disputa la sua partita numero 300 con la maglia dell'Atalanta, scendendo in campo da titolare e capitano nell'incontro di Coppa Italia contro il Cesena, vinto per 6-1.
Al termine della stagione 2024-2025, dopo 313 partite ufficiali disputate, e 14 reti realizzate nell'arco di 10 anni, 5 dei quali da capitano della squadra, annuncia l'addio all'Atalanta.

#### Ritorno al San Paolo
Il 16 agosto 2025 ritorna al San Paolo, firmando un contratto valido fino al 2026 con un'opzione per il 2027.

### Nazionale
Con il Brasile Under-20 nel 2009 ha partecipato sia al Campionato sudamericano Under-20, vinto in Venezuela, che al Campionato mondiale Under-20 in Egitto dove la formazione brasiliana è giunta al secondo posto.
Dopo avere ottenuto il riconoscimento della cittadinanza italiana per ius sanguinis, il 19 marzo 2021 riceve la sua prima convocazione nella nazionale azzurra da parte del commissario tecnico Roberto Mancini. Debutta con la maglia azzurra il 31 dello stesso mese, a 30 anni, scendendo in campo da titolare in occasione della vittoria per 2-0 contro la Lituania a Vilnius, valida per le qualificazioni mondiali.
Pochi mesi dopo viene inserito da Mancini nella lista dei 26 convocati per la fase finale del campionato d'Europa 2020, dove esordisce nella seconda gara del girone, contro la Svizzera, e colleziona quattro presenze tra cui una da titolare contro il Galles. L'11 luglio 2021 si laurea campione d'Europa a Wembley nella finale vinta ai rigori contro l'Inghilterra, nella quale tuttavia resta in panchina. Successivamente viene inserito tra i 23 convocati per la fase finale della UEFA Nations League, ma a causa di un infortunio è costretto a saltare il torneo, sostituito da Davide Calabria.
Nel giugno 2023 viene nuovamente inserito nella lista dei convocati per la fase finale della Nations League, chiusa al terzo posto.

## Statistiche

### Presenze e reti nei club
Statistiche aggiornate al 16 agosto 2025.
| Stagione         | Squadra          | Campionato       | Campionato | Campionato | Coppe nazionali | Coppe nazionali | Coppe nazionali | Coppe continentali | Coppe continentali | Coppe continentali | Altre coppe | Altre coppe | Altre coppe | Totale | Totale |
| Stagione         | Squadra          | Comp             | Pres       | Reti       | Comp            | Pres            | Reti            | Comp               | Pres               | Reti               | Comp        | Pres        | Reti        | Pres   | Reti   |
| ---------------- | ---------------- | ---------------- | ---------- | ---------- | --------------- | --------------- | --------------- | ------------------ | ------------------ | ------------------ | ----------- | ----------- | ----------- | ------ | ------ |
| 2008             | Goiás            | A1/GO+A          | 3+-        | 0+-        | CB              | -               | -               | -                  | -                  | -                  | -           | -           | -           | 3      | 0      |
| 2009             | Goiás            | A1/GO+A          | 8+20       | 1+2        | CB              | 3               | 1               | CS                 | 1                  | 0                  | -           | -           | -           | 32     | 4      |
| 2010             | Goiás            | A1/GO+A          | 15+26      | 4+0        | CB              | 5               | 0               | CS                 | 8                  | 0                  | -           | -           | -           | 54     | 4      |
| 2011             | Goiás            | A1/GO+B          | 19+35      | 6+1        | CB              | 4               | 1               | -                  | -                  | -                  | -           | -           | -           | 58     | 8      |
| gen.-lug. 2012   | Goiás            | A1/GO+B          | 18+7       | 3+3        | CB              | 8               | 2               | -                  | -                  | -                  | -           | -           | -           | 33     | 8      |
| Totale Goiás     | Totale Goiás     | Totale Goiás     | 63+88      | 14+6       |                 | 20              | 4               |                    | 9                  | 0                  | -           | -           | -           | 180    | 24     |
| lug.-dic. 2012   | San Paolo        | A1/SP+A          | -+26       | -+1        | CB              | -               | -               | CS                 | 10                 | 2                  | -           | -           | -           | 36     | 3      |
| 2013             | San Paolo        | A1/SP+A          | 14+15      | 1+0        | CB              | 0               | 0               | CL+CS              | 7+2                | 0                  | RS+SBC      | 2+0         | 0           | 40     | 1      |
| gen.-giu. 2014   | Roma             | A                | 5          | 0          | CI              | 0               | 0               | -                  | -                  | -                  | -           | -           | -           | 5      | 0      |
| lug-dic. 2014    | San Paolo        | A1/SP+A          | -+17       | -+1        | CB              | 1               | 0               | CS                 | 3                  | 0                  | -           | -           | -           | 21     | 1      |
| gen.-ago. 2015   | San Paolo        | A1/SP+A          | 10+13      | 0          | CB              | 1               | 0               | CL                 | 8                  | 0                  | -           | -           | -           | 32     | 0      |
| 2015-2016        | Atalanta         | A                | 24         | 1          | CI              | 0               | 0               | -                  | -                  | -                  | -           | -           | -           | 24     | 1      |
| 2016-2017        | Atalanta         | A                | 32         | 0          | CI              | 3               | 1               | -                  | -                  | -                  | -           | -           | -           | 35     | 1      |
| 2017-2018        | Atalanta         | A                | 31         | 1          | CI              | 3               | 1               | UEL                | 5                  | 1                  | -           | -           | -           | 39     | 3      |
| 2018-2019        | Atalanta         | A                | 21         | 1          | CI              | 3               | 0               | UEL                | 5                  | 1                  | -           | -           | -           | 29     | 2      |
| 2019-2020        | Atalanta         | A                | 33         | 2          | CI              | 0               | 0               | UCL                | 7                  | 0                  | -           | -           | -           | 40     | 2      |
| 2020-2021        | Atalanta         | A                | 31         | 2          | CI              | 4               | 0               | UCL                | 8                  | 0                  | -           | -           | -           | 43     | 2      |
| 2021-2022        | Atalanta         | A                | 20         | 1          | CI              | 0               | 0               | UCL+UEL            | 4+4                | 0                  | -           | -           | -           | 28     | 1      |
| 2022-2023        | Atalanta         | A                | 32         | 2          | CI              | 2               | 0               | -                  | -                  | -                  | -           | -           | -           | 34     | 2      |
| 2023-2024        | Atalanta         | A                | 18         | 0          | CI              | 1               | 0               | UEL                | 5                  | 0                  | -           | -           | -           | 24     | 0      |
| 2024-2025        | Atalanta         | A                | 11         | 0          | CI              | 2               | 0               | UCL                | 4                  | 0                  | SI+SU       | 0           | 0           | 17     | 0      |
| Totale Atalanta  | Totale Atalanta  | Totale Atalanta  | 253        | 10         |                 | 18              | 2               |                    | 42                 | 2                  |             | -           | -           | 313    | 14     |
| ago.-dic. 2025   | San Paolo        | A1/SP+A          | -          | -          | CB              | -               | -               | CL                 | -                  | -                  | -           | -           | -           | -      | -      |
| Totale San Paolo | Totale San Paolo | Totale San Paolo | 24+71      | 1+2        |                 | 2               | 0               |                    | 30                 | 2                  |             | 2           | 0           | 129    | 5      |
| Totale carriera  | Totale carriera  | Totale carriera  | 505        | 33         |                 | 40              | 6               |                    | 81                 | 4                  |             | 2           | 0           | 627    | 43     |

### Cronologia presenze e reti in nazionale
| Cronologia completa delle presenze e delle reti in nazionale ― Italia | Cronologia completa delle presenze e delle reti in nazionale ― Italia | Cronologia completa delle presenze e delle reti in nazionale ― Italia | Cronologia completa delle presenze e delle reti in nazionale ― Italia | Cronologia completa delle presenze e delle reti in nazionale ― Italia | Cronologia completa delle presenze e delle reti in nazionale ― Italia | Cronologia completa delle presenze e delle reti in nazionale ― Italia | Cronologia completa delle presenze e delle reti in nazionale ― Italia |
| Data                                                                  | Città                                                                 | In casa                                                               | Risultato                                                             | Ospiti                                                                | Competizione                                                          | Reti                                                                  | Note                                                                  |
| --------------------------------------------------------------------- | --------------------------------------------------------------------- | --------------------------------------------------------------------- | --------------------------------------------------------------------- | --------------------------------------------------------------------- | --------------------------------------------------------------------- | --------------------------------------------------------------------- | --------------------------------------------------------------------- |
| 31-3-2021                                                             | Vilnius                                                               | Lituania                                                              | 0 – 2                                                                 | Italia                                                                | Qual. Mondiali 2022                                                   | -                                                                     |                                                                       |
| 28-5-2021                                                             | Cagliari                                                              | Italia                                                                | 7 – 0                                                                 | San Marino                                                            | Amichevole                                                            | -                                                                     |                                                                       |
| 4-6-2021                                                              | Bologna                                                               | Italia                                                                | 4 – 0                                                                 | Rep. Ceca                                                             | Amichevole                                                            | -                                                                     | 87’                                                                   |
| 16-6-2021                                                             | Roma                                                                  | Italia                                                                | 3 – 0                                                                 | Svizzera                                                              | Euro 2020 - 1º turno                                                  | -                                                                     | 70’                                                                   |
| 20-6-2021                                                             | Roma                                                                  | Italia                                                                | 1 – 0                                                                 | Galles                                                                | Euro 2020 - 1º turno                                                  | -                                                                     |                                                                       |
| 2-7-2021                                                              | Monaco di Baviera                                                     | Belgio                                                                | 1 – 2                                                                 | Italia                                                                | Euro 2020 - Quarti di finale                                          | -                                                                     | 90+1’                                                                 |
| 6-7-2021                                                              | Londra                                                                | Italia                                                                | 1 – 1 dts (4 – 2 dtr)                                                 | Spagna                                                                | Euro 2020 - Semifinale                                                | -                                                                     | 73’ 97’                                                               |
| 2-9-2021                                                              | Firenze                                                               | Italia                                                                | 1 – 1                                                                 | Bulgaria                                                              | Qual. Mondiali 2022                                                   | -                                                                     | 64’ 74’                                                               |
| 23-9-2022                                                             | Milano                                                                | Italia                                                                | 1 – 0                                                                 | Inghilterra                                                           | UEFA Nations League 2022-2023 - 1º turno                              | -                                                                     |                                                                       |
| 26-9-2022                                                             | Budapest                                                              | Ungheria                                                              | 0 – 2                                                                 | Italia                                                                | UEFA Nations League 2022-2023 - 1º turno                              | -                                                                     |                                                                       |
| 23-3-2023                                                             | Napoli                                                                | Italia                                                                | 1 – 2                                                                 | Inghilterra                                                           | Qual. Euro 2024                                                       | -                                                                     |                                                                       |
| 26-3-2023                                                             | Ta' Qali                                                              | Malta                                                                 | 0 – 2                                                                 | Italia                                                                | Qual. Euro 2024                                                       | -                                                                     | 83’                                                                   |
| 15-6-2023                                                             | Enschede                                                              | Spagna                                                                | 2 – 1                                                                 | Italia                                                                | UEFA Nations League 2022-2023 - Semifinale                            | -                                                                     |                                                                       |
| 18-6-2023                                                             | Enschede                                                              | Paesi Bassi                                                           | 2 – 3                                                                 | Italia                                                                | UEFA Nations League 2022-2023 - Finale 3º posto                       | -                                                                     |                                                                       |
| Totale                                                                |                                                                       | Presenze                                                              | 14                                                                    |                                                                       | Reti                                                                  | 0                                                                     |                                                                       |

## Palmarès

### Club

#### Competizioni statali
- Campionato Goiano: 2

Goiás: 2009, 2012

#### Competizioni internazionali
- Copa Sudamericana: 1

San Paolo: 2012
- UEFA Europa League: 1

Atalanta: 2023-2024

### Nazionale

#### Competizioni giovanili
- Campionato sudamericano Under-20: 1

Venezuela 2009

#### Competizioni maggiori
- Campionato d'Europa: 1

Europa 2020